# Elimia
Elimia (o Elimea o Elimiotis) (griego: Ελίμεια) fue un distrito del suroeste del Reino de Macedonia, en la Alta Macedonia, cuyas fronteras eran Eordea al este, Oréstide al norte, Pieria al oeste y Perrebia al sur. Alcanzaba por el oeste hasta el monte Pindo. El río principal era el Haliacmón. Fue poblado por los elimiotas, y conquistado por los reyes de Macedonia en el siglo IV a. C.
Constituyó una región estratégica para la comunicación con el Epiro y con Tesalia, debido a los numerosos pasos de montaña de su territorio que llegaban hasta estas regiones. Elimia conservó sus propios príncipes tras la conquista macedonia. Uno de ellos llamado Derdas jugó su papel durante la guerra de Esparta contra Olinto.
Bajo el Imperio romano fue incluida en la cuarta región de Macedonia.
Eane fue la capital, y existió una ciudad denominada Elimea, donde el rey macedonio Perseo, en 170 a. C., pasó revista a sus tropas. Probablemente es la moderna Grevenó.
- Datos: Q1329498